# Susan Raye

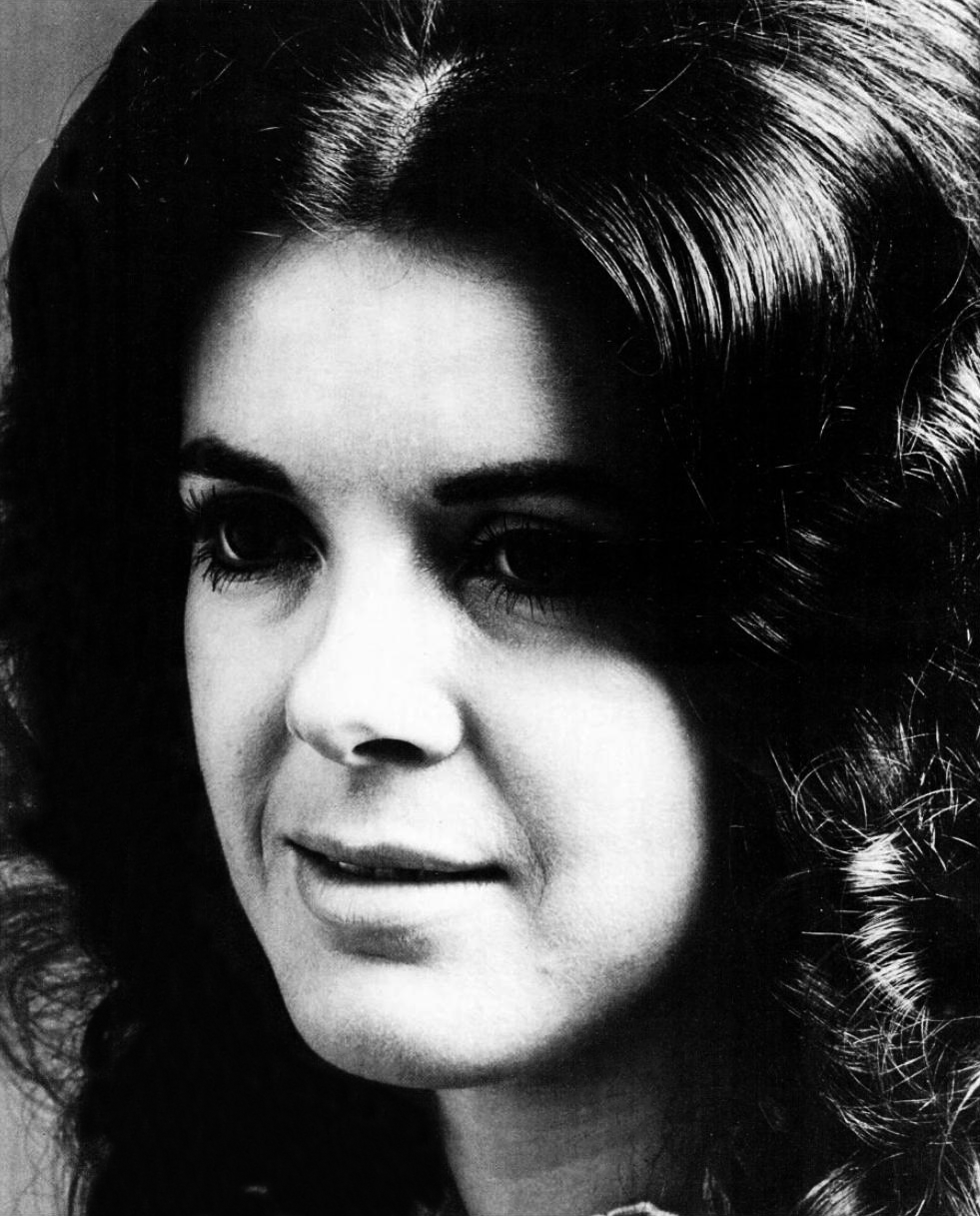
Susan Raye, 1973

Susan Raye (* 8. Oktober 1944 in Eugene, Oregon, USA) ist eine US-amerikanische Country-Sängerin. 1971 hatte sie mit L.A. International Airport einen Welthit. Zudem konnte sie sich mehrfach in den Top Ten der Billboard Hot Country Songs platzieren. Des Weiteren formte sie mit Buck Owens, der gleichzeitig ihr Manager war, eines der erfolgreichsten Country-Duos jener Jahre.

## Musikkarriere
Raye begann ihre Karriere in den späten 1960er Jahren, sie sang auf lokalen Veranstaltungen in Oregon und trat regelmäßig im Country-Musik-Fernsehprogramm Hoedown von Portland auf. Während einer Veranstaltung wurde sie vom Country-Superstar Buck Owens entdeckt, der sie 1969 unter Vertrag nahm, so dass sie Teil seiner Road-Show wurde und auch in landesweit ausgestrahlten Fernsehsendungen auftreten konnte. Raye zog dann nach Kalifornien, um näher an Buck Owens Enterprises zu sein und spielte auch in der Country-Varieté-Serie Hee Haw von CBS an seiner Seite. Als die Serie 1971 jedoch nach Nashville verlegt wurde, verließ Raye die Show.
Rayes Erfolg war erstaunlich; sie war regelmäßig unter den Top Ten als Solokünstlerin mit Willy Jones (1970) und ihre Duette mit Owens, darunter The Great White Horse (1970), Looking Back to See (1972) und Love is Strange (1975), waren ebenfalls sehr erfolgreich. Ihr Song L.A. International Airport (1971) wurde zum internationalen Pop-Hit während sie mit den beiden darauffolgenden Songs Pitty Pitty Patter (1971) und I've Got a Happy Heart (1971) fast die Country-Charts stürmte. Gegen Ende des Jahres 1971 war Raye als eine der erfolgreichsten Sängerinnen der Country-Musik etabliert und verkaufte sogar mehr als die bekannteren Dolly Parton und Connie Smith. Raye setzte ihren Erfolg mit Hits wie My Heart Has a Mind of Its Own (1972), Cheating Game (1973) und Stop the World and Let Me Off (1974) fort und wurde drei Mal von der Academy of Country Music als beste Sängerin nominiert. Während dieser Zeit heiratete sie auch Owens Schlagzeuger Jerry Wiggins.
Zum Bruch zwischen Raye und Owens kam es, als dieser ohne ihre Einwilligung ihr Lied Precious Memories zur Verwendung im Film Hardcore freigab. Raye empfand, dass in dieser Produktion Christen negativ dargestellt wurden. Erst Jahrzehnte später sollte es wieder zu einer Versöhnung zwischen den beiden kommen.
Mit Vierzig holte Raye das College nach und studierte Soziologie und Psychologie um eine Karriere als Schulpsychologin aufzubauen. 1985 versuchte sie ein Comeback und nahm auf dem Westexas-Label das Album There and Back auf. Die Singleauskoppelung I Just Can't Take the Leaving Anymore konnte dabei noch einen gewissen Erfolg ausweisen.
Raye hatte 2004 einen ihrer seltenen öffentlichen Auftritte, als sie Ehrengast beim 75. Jahrestag des Flughafens von Los Angeles war und ihren Klassiker L.A. International Airport vortrug. Eine der beiden Goldenen Schallplatten, die sie dem Hit zu verdanken hat, ist auf dem Flughafen ausgestellt.

## Epilog
1972 heiratete sie in zweiter Ehe den Schlagzeuger von Buck Owens, Jerry Wiggins (1944–2018), der ihre tiefe Religiosität teilte. Aus vorangegangenen Ehen brachte er zwei Söhne, Todd und Scott, und sie einen Sohn, Steve, in die Verbindung ein. Gemeinsam sollten sie zwei weitere Söhne, Cale und Brock, und eine Tochter, Breanna, haben. Steve verschied im Alter von 34 Jahren durch Selbstmord. Das Paar ließ sich auf einem Anwesen in Rosewood im Kern County in der Nähe von Bakersfield nieder. Wiggins betrieb dort die Firma Kern Appliance Repairs.

## Diskografie

### Studioalben
- 1970: One Night Stand
- 1971: Willy Jones
- 1971: Pitty, Pitty, Patter
- 1972: I've Got a Happy Heart
- 1972: My Heart Has a Mind of Its Own
- 1972: Wheel of Fortune
- 1973: Love Sure Feels Good in My Heart
- 1973: Cheating Game
- 1973: Plastic Trains, Paper Planes
- 1973: Hymns by Susan Raye
- 1974: Singing Susan Raye
- 1975: Whatcha Gonna Do with a Dog Like That
- 1976: Honey Toast and Sunshine
- 1978: Susan Raye
- 1985: There and Back

### Kompilationen
- 1974: The Best of Susan Raye
- 1974: L.A. International Airport
- 1984: Then and Now
- 1993: L.A. International Airport
- 1999: 16 Greatest Hits

### Kollaborationsalben mit Buck Owens
- 1970: We're Gonna Get Together
- 1970: The Great White Horse
- 1971: Merry Christmas from Buck Owens and Susan Raye
- 1972: The Best of Buck and Susan
- 1973: The Good 'Ol Days (Are Here Again)
- 2011: Very Best of Buck Owens and Susan Raye